# إلمر ماكولوم
إلمر فيرنر ماكولوم (3 مارس 1879-15 نوفمبر 1967)، هو عالم كيمياء حيوية أمريكي معروف بعمله حول تأثير النظام الغذائي على الصحة. يذكر ماكولوم أيضًا لتأسيسه أول مستعمرة جرذان مخصصة لأبحاث التغذية في الولايات المتحدة. مع ذلك، ساد بعض الجدل حول سمعته بعد وفاته. أطلقت عليه مجلة التايم لقب دكتور فيتامين. كانت قاعدته: «كل ما تريد بعد تناول ما ينبغي عليك أكله».
في زمن لم تكن الفيتامينات فيه معروفة بعد، طرح ماكولوم هذه الأسئلة وحاول الإجابة عنها: «كم عدد العناصر الغذائية الأساسية الموجودة، وما هم؟». اكتشف هو ومارغريت ديفيس أول فيتامين، ولهذا سمي بالفيتامين أ، في عام 1913. ساعد ماكولوم أيضًا في اكتشاف فيتامين ب وفيتامين د، وعمل على اكتشاف تأثير العناصر النزرة في النظام الغذائي.
خلال فترة عمله في ويسكونسن، ولاحقًا في جونز هوبكينز، تصرف ماكولوم جزئيًا بشكل يرضي صناعة الألبان. عندما وصف الحليب بأنه أعظم الأطعمة الوقائية، تضاعف استهلاك الحليب في الولايات المتحدة بين عامي 1918 و1928. روج ماكولوم للخضروات الورقية، على الرغم كونها غير مدعومة صناعيًا.
في كتابه عام 1918، وصف ماكولوم نباتية الألبان كما يلي: «عند التخطيط لنظام غذائي صحيح، ستكون هذه أفضل الخطط التي يمكن اعتمادها في تغذية الإنسان».

## اكتشاف فيتامين أ
كان ماكولوم مسؤولًا عن رعاية الأبقار حتى عام 1911، بينما ترك رعاية جرذانه وتغذيتها لمتطوعة جديدة تدعى مارغريت ديفيس، وهي طالبة اقتصاد منزلي حولت مجال دراستها للكيمياء الحيوية. اعتنت ديفيس بالجرذان يوميًا لمدة خمس سنوات دون حصولها على أي أجر مقابل ذلك، ولكنها حصلت على 600 دولار في سنتها السادسة والأخيرة. ساعدت ديفيس ماكولوم في تطوير ما يسمى بالطريقة البيولوجية لتحليل الطعام، وشاركت في تأليف عدد من الأوراق البحثية، ومنها بحث نشر في عام 1913 بعنوان: «أهمية بعض الليبينات في النظام الغذائي خلال مرحلة النمو». في بحثهما، أطعما الفئران كازين نقي وكربوهيدرات (لاكتوز ودكسترين و/ أو النشا)، مع القليل من الأغار- أغار ومزيج من ستة أو سبعة أملاح. ولمجموعة محددة من الجرذان، استبدلا دهن الخنزير أو زيت الزيتون ببعض الكربوهيدرات أيضًا. نمت جرذان التجربة لمدة 70 إلى 120 يوم، ثم توقفت عن النمو. مع ذلك، بدا أنها تتمتع بصحة جيدة، غير أن الإناث منها لم ينتجن ما يكفي من الحليب لتغذية صغارهن. نجح الباحثان في إعادة ثلاثين جرذًا تقريبًا إلى طبيعتها، بعد وصولهم مرحلة توقف النمو، وذلك عبر إضافة كمية صغيرة من مستخلصات البيض أو الزبدة. احتوت ورقتهم البحثية على رسوم بيانية لخمسة جرذان، وضحا فيها أوزان الجرذان بمرور الوقت مقارنةً بمنحنى النمو الطبيعي، لإظهار نجاحهما شبه المطرد في تحفيز إعادة نمو تلك الجرذان بعد توقفها الكامل لبعض الوقت. أظهر أحد المخططات نتائجهما مع اتباع نظام غذائي خالٍ من الدهون. أقنعتهما النتائج أن الجرذان لن تستطيع النمو بدون استهلاكها مادة ما في البيض أو مستخلص الزبدة، على الرغم من أنها بدت بصحة جيدة.
استنتج الباحثان أن نمو الجرذان سيتوقف إلى أن تضاف مستخلصات إيثر معينة من البيض أو الزبدة إلى نظامهما الغذائي، وتوصلا إلى أن بعض المواد المساعدة الموجودة في بعض المواد الغذائية ضرورية للنمو الطبيعي على مدى فترات طويلة. اكتشف الباحثان وجود هذا العنصر الغذائي في مستخلصات أوراق البرسيم الحجازي وأحشاء الذبيحة أيضًا. سمي هذا العنصر، الذي أطلق عليه ماكولوم اسم العامل أ، بالفيتامين أ لاحقًا. 
قدم ماكولوم وديفيس، اللذان حظيا بفضل هذا الاكتشاف في النهاية، ورقتهما للنشر قبل ثلاثة أسابيع من تقديم أوزبورن ومندل لبحثهما. نشرت الورقتان في نفس العدد من دورية الكيمياء الحيوية عام 1913. مثلت هذه المصادفة حدثًا حرجًا، فقد استغرق العلماء 130 عام تقريبًا للتعرف على فيتامين أ، بدءًا من فرانسوا ماجندي في 1816 وحتى تركيبه في 1947.
تشارك ديفيس وماكولوم في أبحاثهما من 1909 إلى 1916، تبعتها نينا سيموندز من 1916 إلى 1929. في غضون ست سنوات، ترقى ماكولوم من رتبة مدرس إلى أستاذ مساعد ثم أستاذ مشارك وفي النهاية وصل إلى رتبة أستاذ كامل. اعتقد ماكولوم أن نجاح علاقة الأستاذ بطلابه ترتبط بقدرته على جعل محادثاته ومحاضراته أكثر تشويقًا من الغناء والرقص والشرب والقيادة السريعة.

## اكتشاف فيتامين ب
بالنظر إلى مرض البري بري ومشكلة الأرز الأبيض، حاول كريستيان أيكمان وغريت غرينز العثور على سبب التهاب الأعصاب المتعدد (متأثرًا بلويس باستور، اعتقد إيكمان أن سبب البري بري نوع من البكتيريا)، بينما حاول ماكولوم معرفة سبب فشل النمو. في عام 1915، أدت تجارب ماكولوم وديفيس حول النظام الغذائي للجرذان إلى اكتشاف أن مادة إيكمان وغرينز المضادة للالتهاب العصبي كانت مماثلة للمادة ب الذوابة في الماء (الفيتامينات ب). كانت هذه النتيجة الثامنة في قائمة استنتاجاتهم: «يختلف العامل الذواب في الماء عن ذلك الموجود في الزبدة. لا تؤدي إضافة 20% من الزبدة إلى أي نمو ما لم تحصل الجرذان على العامل الآخر». وجد لاحقًا أن العامل ب يتألف من عدة مركبات مختلفة. في عام 1916، سمى ماكولوم وكورنيليا كينيدي بتسمية العوامل وفقًا للأحرف الأبجدية.

## انتقاله إلى جونز هوبكينز
في عام 1917، أنشأت مؤسسة روكفيلر قسمًا جديدًا للصحة الكيميائية في جامعة جونز هوبكينز، وقد اختار المؤسس حينها، وعلى نحو غير تقليدي، توظيف عالمين غير طبيين كانا قد عملا في محطات التجارب الزراعية. عرض على ماكولوم منصب الرئاسة والأستاذية، ومع ذلك، كان عدم حصوله على الوظيفة وشيكًا. قال ويليام هاول، وهو مساعد مدير الكلية الجديدة: «لم نرى سوى مشكلة واحدة فيما يتعلق باختيارك لمنصب الأستاذية، وهو أنك يا ماكولوم، تبدو هزيلًا للغاية». في الحقيقة، بلغ طول ماكولوم ستة أقدام، بينما كان وزنه 127 رطل فقط.
انتخب ماكولوم ليصبح عضو في الأكاديمية الوطنية للعلوم في عام 1920. حصل على رتبة أستاذ فخري في عام 1945. 
خلال عمله في جامعة جونز هوبكينز لأكثر من خمسة وعشرين عام، نشر ماكولوم نحو 150 ورقة بحثية. تركز عمله على الفلور والوقاية من تسوس الأسنان والفيتامينات د وهـ ودور مجموعة من المعادن النزرة في التغذية، بما في ذلك الألومنيوم والكالسيوم والكوبالت والفوسفور والبوتاسيوم والمنغنيز والصوديوم والسترونتيوم والزنك. عمل ماكولوم مع إدارة الغذاء الأمريكية، خلال فترة قيادة هربرت هوفر، لمساعدة من تعرضوا للمجاعة في أوروبا بعد الحرب العالمية الأولى. أرسله هوفر في جولة لإلقاء المحاضرات في جميع المدن الرئيسية في غرب الولايات المتحدة الأمريكية، وفي محاضراته، وضح ماكولوم رداءة جودة النظام الغذائي الأمريكي، وأن تحسين ذلك يتطلب تناول أحشاء الذبائح (عوضًا عن لحوم العضلات) وكمية أقل من البطاطا والسكر.